# Dirnitz

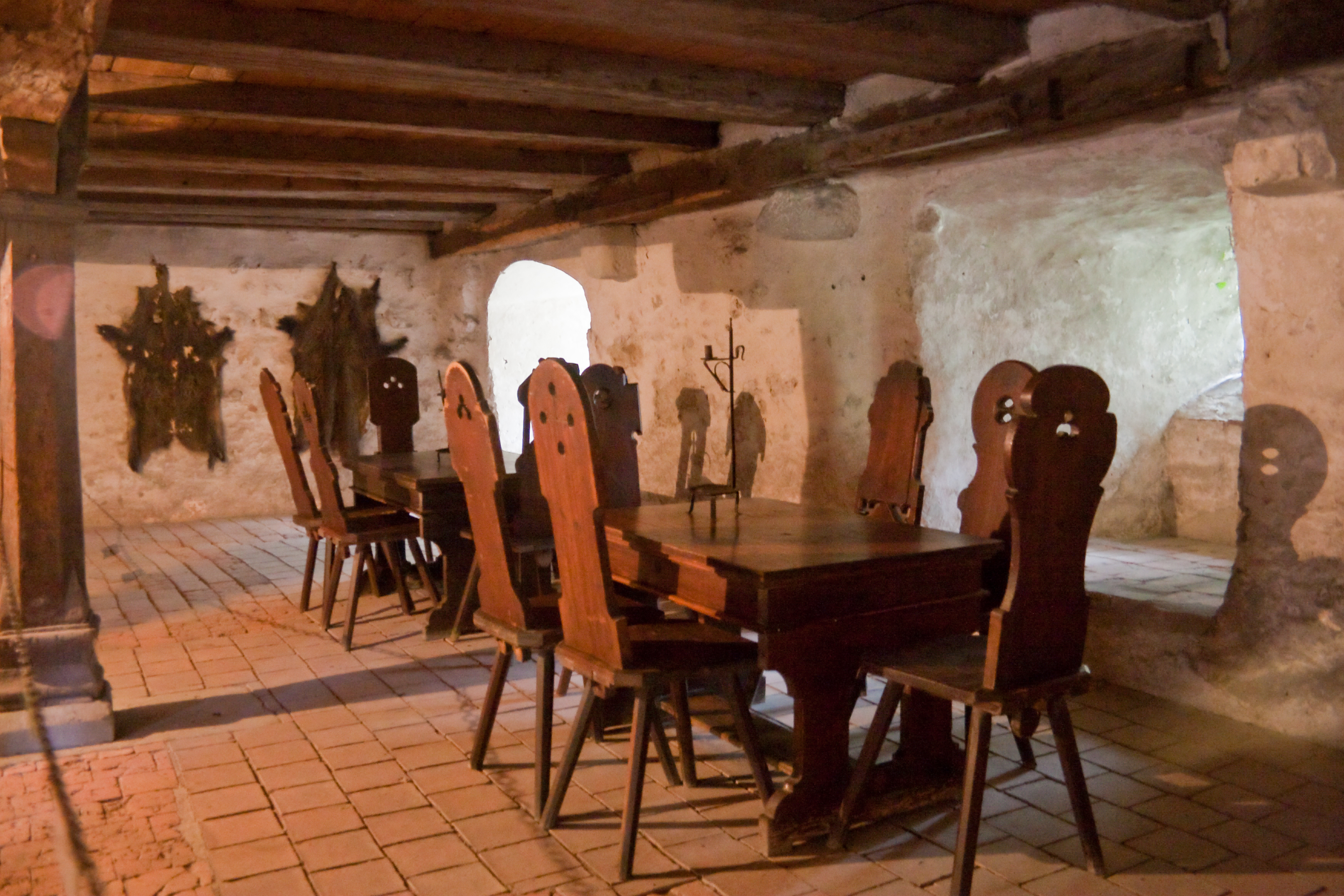
El dirnitz del castillo Meersburg

Un dirnitz (en alemán: Dürnitz o Türnitz, en la lengua eslava dorniza) o Salón de Caballeros era la zona caldeada de un castillo medieval. Era normalmente una única gran estancia en la planta baja del castillo debajo del Gran Salón. A menudo estaba ricamente adornada y contaba con una bóveda decorada. Este término alemán, ocasionalmente también podía referirse a un estudio (Kemanate) o al recibidor del edificio.
Desde mediados del siglo XV, el dirnitz, si era usado como un recibidor o sala de reunión, o sala de tribunal, era a veces llamado Sala del Tribunal (Hofstube).
Pueden encontrarse ejemplos típicos de un dirnitz en los castillos de Wartburg y Heinfels. El dirnitz del castillo Burghausen es uno de los raros ejemplos donde la estancia caldeable se encuentra en una planta superior.